# Masatoshi Kushibiki
Masatoshi Kushibiki (Aomori, 29 de janeiro de 1993) é um futebolista japonês que atua como goleiro no Montedio Yamagata.

## Seleção
Fez parte do elenco da Seleção Japonesa de Futebol nas Olimpíadas de 2016.